# Kněžice mramorovaná
Kněžice mramorovaná (Halyomorpha halys) je ploštice z čeledi kněžicovitých. Tento druh, původem z Asie, je v Severní Americe a Evropě považován za invazní. V České republice je pozorována od roku 2018.

## Vzhled
Jde o relativně velký druh kněžice, dosahující velikosti 12‒17 mm. Tmavě zbarvená horní strana těla je pokryta mozaikou žlutohnědých až červenohnědých skvrn, doplněných tmavě zelenými odstíny, s hustým černým tečkováním. Okraje zadečkových článků jsou tmavozeleně kovolesklé, uprostřed vždy se žlutavou skvrnou. Tykadla jsou převážně černá, jen špička a základna posledních dvou článků jsou žlutavé. Spodní strana těla je světlejší (žlutá až žlutohnědá) s řídkým černým tečkováním, stejně jsou zbarveny i nohy. Hlava je obdélníková, vpředu jen mírně zaoblená.

Larvy tohoto druhu je možno určit podle výrazného trnu na boku hlavy, u paty tykadla.

V České republice je možno kněžici mramorovanou zaměnit s domácím druhem, kněžicí mlhovitou. Ta je přibližně stejně velká, ale zbarvená více do okrova. Hlava kněžice mlhovité se vpředu zužuje do trojúhelníku a báze zadečku vytváří na břišní straně výrazný trn, dosahující až mezi přední kyčle.

## Rozšíření a invazní potenciál

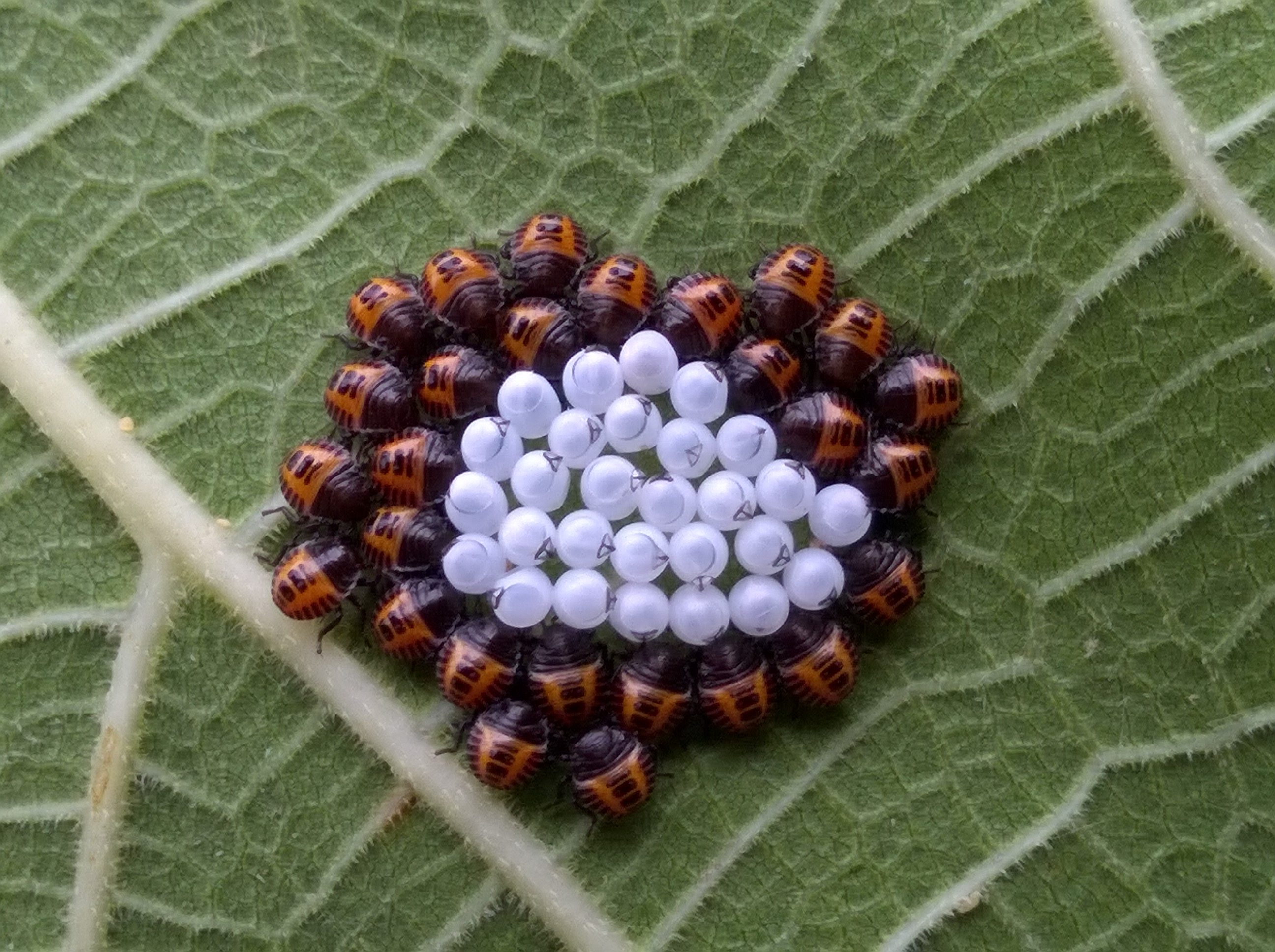
Čerstvě vylíhnuté nymfy u snůšky

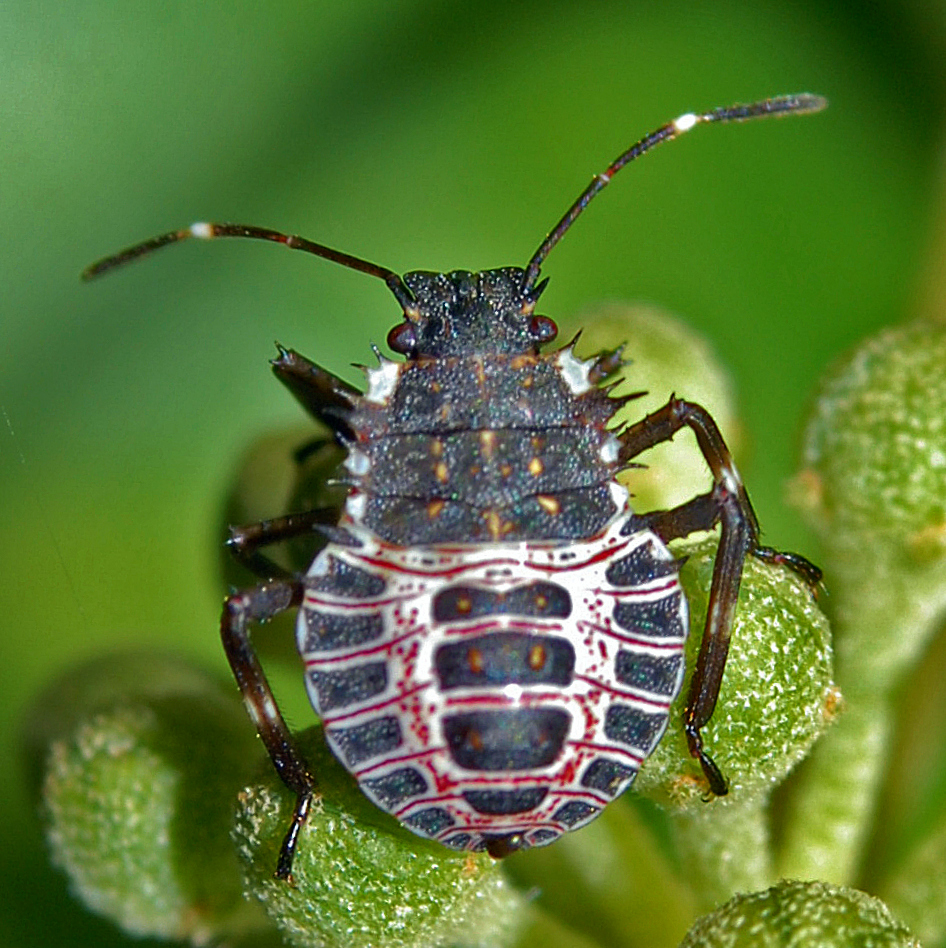
Nymfa pátého instaru

Domovinou kněžice mramorované je východ Asie (Japonsko, sever Vietnamu, velká část Číny, Tchaj-wan, Korea a dálněvýchodní oblasti Ruska), ale od přelomu 20. a 21. století byl zaznamenán její výskyt v Severní Americe, konkrétně v pobřežních oblastech Pensylvánie (2001). Odtud se rychle šířila po celých Spojených státech (v roce 2018 už byla registrována ve 48 státech unie) a také do jižních oblastí Kanady.

V Evropě se zdá být místem prvního výskytu Lichtenštejnsko a Švýcarsko (2004), odkud se ploštice zřejmě dále šířila do okolních zemí ‒ Itálie (2007), Německa (2011) a Francie (2012). Další ohniska byla zaznamenána v Řecku (Atény, 2011) a také v ruském Soči (2013), zřejmě v souvislosti s přípravami na 22. Zimní olympijské hry, kdy došlo k dovozu velkého množství okrasných rostlin. V říjnu 2013 byl zaznamenán první nález v Maďarsku, přičemž v roce 2018 už byl druh registrován na celém území státu. V letech 2015‒2017 byl dokumentován rozvoj přítomnosti druhu na Balkáně. Ze srpna 2015 existují dva na sobě nezávislé nálezy z Rakouska, v říjnu 2016 byl zaznamenán první výskyt na Slovensku a konečně v srpnu 2018 byla kněžice mramorovaná pozorována i v České republice.

Zatím nejsevernější doložený nález pochází ze Švédska (Stockholm, březen 2016).

Jedinci ploštic jsou setrvale nalézáni při kontrolách dovozového zboží po celém světě (Island, Anglie, Havaj, Austrálie, Nový Zéland). Předpokládá se celkové osídlení evropského kontinentu v pásmu zhruba od 40 do 50° severní šířky, jako nevhodné se zdají být jen Britské ostrovy, Skandinávie a baltské státy.

## Bionomie
Životní cyklus se liší podle podnebí, ve kterém kněžice žije. V tropických oblastech jižní Číny je popisováno 4‒6 generací ročně, v subtropech (Japonsko, Korea) jen 1‒2. V chladnějších oblastech (Pensylvánie, Švýcarsko) se vyvíjí jen jediná generace za rok, jejíž přezimující dospělci jsou aktivní od dubna a první vajíčka kladou v červnu. Larvy i dospělé ploštice se živí sáním rostlinných šťáv, například z plodů stromů a keřů, ale také zeleniny či luštěnin. Koncem října se dospělci uchylují do zimních úkrytů. Přírodními úkryty mohou být padlé stromy či stromové dutiny, ploštice se ale často stahují i do lidských obydlí, kde mohou ve větším počtu svou přítomností obtěžovat obyvatele. Podobně jako jiné druhy kněžic, také kněžice mramorovaná se v případě ohrožení (manipulace, nechtěné přimáčknutí aj.) brání vylučováním nepříjemně páchnoucího sekretu.

## Hospodářský význam
Ve své domovině je kněžice považována za škůdce sóji a rýže, v místech zavlečení je schopna konzumovat šťávy mnoha zájmových kulturních plodin, například jabloní, hrušní, broskvoní, vinné révy či různých bobulovin, ze zeleniny vyhledává rajčata, papriky, brukvovité a tykvovité rostliny a mnohé jiné. Při sání dochází k poškození pokožky plodu, což může vést k sekundárním infekcím, znehodnocujícím plod. Specificky při výrobě vína má přítomnost ploštic ukrytých mezi bobulemi hroznů nežádoucí efekt ve formě aromatického znehodnocení lisované šťávy sekretem podrážděných a rozmačkaných jedinců.